# Algeriets Kommunistparti
Algeriets Kommunistparti (fransk: Parti Communiste Algérien (PCA)) var et kommunistisk politisk parti i Algeriet. PCA blev dannet i 1920 som en del af det franske kommunistparti (PCF) og blev senere et selvstændigt parti i 1936.
PCA kæmpede under ledelse af sit franske moderparti PCF mod den algeriske nationale friheds bevægeæse, PCF mente nemlig at Algeriet ikke var modent nok til at få national uafhængighed.
I 1955 blev partiet forbudt af de franske autoriteter. Derefter orienterede partiet sig i stadig stigende grad som støtte for den Algeriske selvstændighedsbevægelse.
PCA opnåede lovlig status i 1962, men i 1964 blev partiet atter forbudt og derefter opløst. De Algeriske kommunister organiserede sig efterfølgende inden for rammerne af partiet PAGS Socialist Vanguard Party (fransk: Parti de l'Avant-Garde Socialiste), der i 1993 ændrede navn til Ettehadi og i 1999 blev rekonstrueret som Democratic and Social Movement (fransk: Mouvement Démocratique et Social).
| Politisk parti | Spire Denne artikel om et politisk parti eller gruppe er en spire som bør udbygges. Du er velkommen til at hjælpe Wikipedia ved at udvide den. |